# Клэм-чаудер
Клэм-чаудер, клам-чаудер (чаудер из моллюсков англ. Clam chowder, от Clam — слово, применяющееся в США для обозначения любых пригодных в пищу двухстворчатых моллюсков, кроме мидий и устриц, и Chowder — похлёбка) — общее название нескольких видов традиционного американского крем-супа, приготовленного из моллюсков и бульона, с добавлением либо молока — новоанглийский клэм-чаудер, либо помидоров — манхэттенский клэм-чаудер. Обычно к моллюскам добавляют картофель, лук, иногда сельдерей. Другие овощи добавляют редко, хотя нарезанная морковь может быть добавлена для цвета. Иногда в крем-суп добавляют петрушку и лавровый лист.
Крем-суп из морепродуктов является традиционным и популярным американским блюдом, известным с XVI века и возникшим в Новой Англии. Считается, что моллюски стали добавлять в крем-суп из-за того, что их легко собирать. Часто под словом Chowder без уточнения понимают именно Clam chowder.
В романе Германа Мелвилла «Моби Дик», действие первых глав которого происходит в Массачусетсе, одна из глав полностью посвящена супу из морепродуктов (и называется Chowder), однако в русском переводе этот суп превратился в «отварную рыбу».
Суп из морепродуктов существует в нескольких вариантах.

## Новоанглийский клэм-чаудер
Новоанглийский суп из морепродуктов (англ. New England clam chowder) делается с молоком или сливками. Суп готовят из картофеля, лука, ветчины или сала, муки и моллюсков. Добавление помидоров жители Новой Англии считают варварской нью-йоркской привычкой, вплоть до того, что в 1939 году в Палату представителей штата Мэн был внесён законопроект о запрете помидоров в супе из морепродуктов. Новоанглийский вариант супа иногда называют бостонским (англ. Boston Clam Chowder).

## Манхэттенский клэм-чаудер

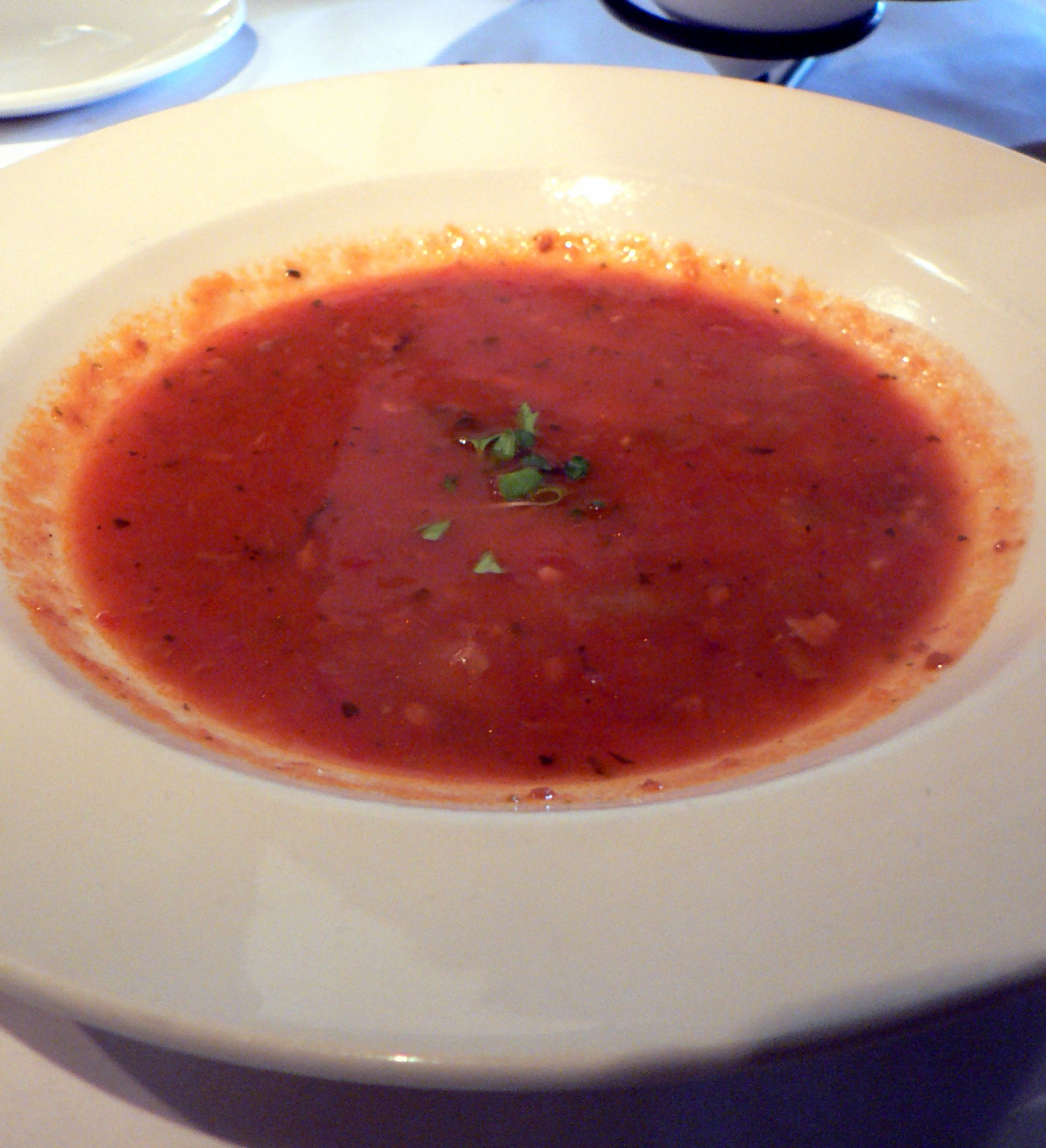
Манхэттенский клэм-чаудер

Манхэттенский суп из морепродуктов (англ. Manhattan clam chowder) отличается от новоанглийского тем, что используется прозрачный бульон и добавляются помидоры для красного цвета и вкуса. В 1890-х годах, этот вид супа называли нью-йоркским (англ. New York clam chowder) или суп из морепродуктов Фултонского рыбного рынка (англ. Fulton Fish Market clam chowder). Название «манхэттенский» появилось в 1900-х годах и связывается с населением штата Мэн. Часто в ресторанах можно заказать или манхэттенский, или новоанглийский суп из морепродуктов, но оба вместе редко появляются в меню (исключение — север штата Род-Айленд). Возможно, что манхэттенский суп из морепродуктов — итальянский суп из морепродуктов, переименованный по стилистическим причинам. Это подтверждается тем, что новоанглийская версия существует как минимум с середины XVIII века, в то время как манхэттенская не упоминается до 1930-х годов. По другому предположению, добавление помидоров вместо молока восходит к португальским иммигрантам в Род-Айленде, так как густые супы с томатом обычны для португальской кухни.

## Род-айлендский клэм-чаудер
В штате Род-Айленд распространён вариант супа, приготовляемого из бульона без томата и молока. Во многих ресторанах Род-Айленда подают и новоанглийский, и род-айлендский вариант, при этом белый (новоанглийский) суп более популярен у гостей, а прозрачный (род-айлендский) — у жителей штата. Клэм-чаудер на Род-Айленде подают к клэм-кейкам.

## Другие варианты
В некоторых ресторанах готовят клэм-чаудер по собственным оригинальным рецептам, не подходящий ни под один из вышеперечисленных вариантов. Как правило, суп подают либо с солоноватыми крекерами, либо с восьмиугольными крекерами. По всей территории США, клэм-чаудер часто подают в хлебе из хлебной закваски, особенно в Сан-Франциско, где хлеб из кислого теста является традиционным с 1849 года.
Фиш-чаудер, рыбный суп, похож на клэм-чаудер, но вместо моллюсков при приготовлении используют рыбу, чаще всего треску. Этот суп готовят со сливками, рыбой, кукурузой и иногда с луком.